# Nicoya (Kostaryka)
Nicoya – miasto w Kostaryce, w prowincji Guanacaste.